# Ossi Karttunen
Ossi Karttunen (Ossi Jalmari Karttunen; * 17. März 1948 in Ruokolahti) ist ein ehemaliger finnischer Sprinter.
Bei den Europameisterschaften 1969 in Athen schied er über 100 Meter im Halbfinale und über 200 Meter im Vorlauf aus. 1971 kam er bei den Europameisterschaften in Helsinki über 200 Meter und in der 4-mal-400-Meter-Staffel nicht über die Vorrunde hinaus.
Bei den Olympischen Spielen 1972 in München wurde er Sechster in der 4-mal-400-Meter-Staffel.
1973 wurde er beim Europacup in Edinburgh jeweils Dritter über 200 Meter und 400 Meter. 1974 gewann er bei den Europameisterschaften in Rom Bronze in der 4-mal-400-Meter-Staffel und wurde Fünfter über 400 Meter. In der 4-mal-100-Meter-Staffel scheiterte er im Vorlauf. Im Jahr darauf schied er bei den Halleneuropameisterschaften 1975 in Katowice über 400 Meter im Halbfinale und über 60 Meter im Vorlauf aus.
Bei den Olympischen Spielen 1976 in Montreal wurde er Achter in der 4-mal-400-Meter-Staffel und erreichte über 400 Meter das Viertelfinale.
1978 kam er bei den Europameisterschaften in Prag über 400 Meter nicht über den Vorlauf hinaus.
Achtmal wurde er Finnischer Meister über 200 Meter (1966–1970, 1973, 1974, 1977) und je dreimal über 100 Meter (1968, 1969, 1979) und 400 Meter (1975, 1976, 1978).

## Persönliche Bestzeiten
- 100 m: 10,4 s, 13. Juni 1970, Budapest
- 200 m: 20,4 s, 28. Juli 1973, Paimio
- 400 m: 45,87 s, 4. September 1974, Rom